# 高岡城 (伊勢国)
高岡城（たかおかじょう）は、三重県鈴鹿市高岡町字茶山にあった日本の城。伊勢高岡城とも。築城年代は不明。神戸城主神戸友盛の家老山路弾正によって修繕されたとされる。歴代城主は山路弾正、小島兵部。現在は高岡城跡公園となっている。

## 概要
永禄10年(1567年)と翌11年(1568年)の二度にわたって織田信長の武将、滝川一益の猛攻を受けたが落城しなかった。しかしながら二度に渡る大軍の侵攻という不利な戦況下で山路弾正と主君神戸友盛は最終的に信長の三男織田信孝を神戸家の養子にすることで講和を受け入れる。
元亀2年(1571年)神戸友盛は信長によって隠居を命ぜられると、主君の不遇に山路弾正は神戸城討伐の謀叛を企てたが失敗し自刃した。その後は、信孝の異母兄弟にあたる小島兵部が高岡城主となった。1582年本能寺の変の後、小島兵部が神戸城へ移り、高岡城は廃城となる。

## 遺構
高岡城は鈴鹿川北岸の丘陵に築かれており、城山の南東部が高岡城跡公園となっている。城跡は遺構が不明瞭であり、西側に堀跡が確認できるのみである。